# Burnham (Illinois)
Burnham é uma aldeia localizada no estado americano de Illinois, no Condado de Cook.

## Demografia
Segundo o censo americano de 2000, a sua população era de 4170 habitantes.
Em 2006, foi estimada uma população de 4037, um decréscimo de 133 (-3.2%).

## Geografia
De acordo com o United States Census Bureau tem uma área de 5,0 km², dos quais 4,8 km² cobertos por terra e 0,2 km² cobertos por água.

## Localidades na vizinhança
O diagrama seguinte representa as localidades num raio de 8 km ao redor de Burnham. 